# Операция „Крусейдър“
Операция Крусейдър (англ. crusader - кръстоносец) се провежда от 18 ноември до 30 декември 1941 г. Тя е третият, най-мащабен, най-продължителен и най-успешен опит на Съюзниците за сваляне на обсадата на Тобрук.

## Подготовка
След провала на операция Бетълекс генерал Арчибалд Уейвъл е заместен от главнокомандващия войските в Индия генерал Клод Окинлек. Силите в Западната пустиня са реорганизирани в британска 8-а армия под командването на сър Алън Кънингам като нейната основна сила съставляват 30-и корпус на генерал-майор Чарлс Мори със 7-а бронетанкова дивизия и 1-ва южноафриканска пехотна дивизия. По-голямата част от останалите войски са ядро на 13-и корпус с 2-ра новозеландска и 4-та индийска пехотни дивизии. Изтощената 9-а австралийска дивизия под ръководството на генерал Лесли Морсхед е заместена от 70-а британска пехотна дивизия, начело на която е генерал-майор Роналд Скоби и от полската "Независима карпатска бригада", които са транспортирани от Кралския Флот. За тази офанзива 8-а армия е подсилена до седем дивизии, с което броят на танковете надхвърля вече 700 (между новите танкове са и бързоходните Крусейдър, които дават и наименованието на последвалата операция, а също и американските Стюарт. Тактическата въздушна подкрепа се осигурява от 1000 самолета на DAF – Пустинните Въздушни Сили /Desert Air Force/.
Срещу тях са изправени ветераните на генерал Ервин Ромел от немския Африкански корпус, състоящ се от 15-а и 21-ва танкови дивизии (общо 260 танка) и 90-а лека дивизия. Подкрепят ги и шест слаби италиански дивизии със 154 танка, организирани в 3 корпуса. Въздушните сили на Оста са 120 немски и 200 италиански самолета.

## Битка
На 18 ноември 8-а армия започва изненадваща атака на северозапад от базата си в Марса Матрух. Планът е 7-а бронетанкова дивизия да влезе в битка с Африканския корпус, докато 30-и корпус организира съвместни действия срещу италианците в Бардия с евентуално пробилата откъм Тобрук 70-а дивизия. Но офанзивата спира, след като Съюзниците получават сериозни загуби в танкова битка при Сиди Резег, близо до Тобрук. Тук и 30-и корпус, и 70-а дивизия попадат под тежкия артилерийски обстрел на леките дивизии на Ромел. Танковете на Обединеното Кралство търпят сериозни загуби и при Бир ел Гоби от италианската „Ариете“ - загубени са 50 британски срещу 34 италиански танка. На 21 ноември Ромел съзира възможност да облекчи положението на италианските части и неговите леки дивизии и започва масирано нападение чрез танковите си дивизии и въздушна подкрепа от страна на Луфтвафе. Той форсира египетската граница в тила на британците. В паниката Кънингам моли за отстъпление, но Окинлек е непреклонен да се отстояват позициите. В крайна сметка дръзката маневра на Африканския корпус се проваля, тъй като привършва горивото и се натъква на съпротивата на 4-та британска индийска армия.
На 27 ноември новозеландската дивизия успява да се свърже с гарнизона в Тобрук след нови тежки боеве при Сиди Резег. Врагът сега е в смъртоносна опасност, тъй като неговите леки дивизии са обкръжени. Така обсадителите внезапно се оказват обсадени и танковите сили са принудени да отсъпят, за да им помогнат и действително успяват в тази своя нова цел към 6 декември. На 7 декември обаче Ромел започва отстъпление към дефанзивната си линия при Газала, на запад от Тобрук. Съпротивата на Оста при Бир ел Гоби всъщност е средство, а не цел в успешното оттегляне на Ромел. Междувременно заради проявеното колебание Окинлек сваля Кънингам от командването му и на негово място е назначен заместникът на Окинлек - генерал-майор Нейл Ричи (началник-щаб до този момент), който е повишен в генерал-лейтенант. Окинлек и Ричи продължават натиска към линията на Ромел, изтласквайки го обратно до Ел Агейла (28-30 декември), откъдето през март 1941 е започнал офанзивата си.

## Последици
Решеността на Окинлек и агресивността на Ричи премахват заплахата от настъпление на Оста към Египет и Суецкия канал временно. На 2 януари 1942 г. германско-италианският гарнизон в Бардия се предава. Следва ново голямо предаване при прохода Халфая на 17-и същия месец, като общият брой на пленниците достига до над 30 000 души. 8-а армия продължава да преследва силите на Ромел към Ел Агейла, но се оказва твърде изтощена от предишните битки. На 21 януари Ромел предприема една от своите най-големи изненади и започва контраатака, с която много бързо изтласква Съюзниците чак до Газала, където те изграждат укрепителна линия на мястото на старата на врага. Това положение се оказва „задънена улица“ и за двете страни, които се прегрупират и реорганизират. Краткият успех на операция Крусейдър обаче доказва, че Африканският корпус на Ромел не е непробиваем, но от друга страна много ясно характеризира бързите промени и динамиката в Северноафриканската кампания.